# Belvárosi zsinagóga (Temesvár)
A temesvári belvárosi zsinagóga (más néven várnegyedi zsinagóga) műemlék épület Romániában, Temes megyében. A romániai műemlékek jegyzékében a TM-II-m-A-06150 sorszámon szerepel.
Temesvár öt zsinagógája közül egyedül ez szolgál hitéleti célokat, emellett kulturális rendezvényeknek is helyet ad.

## Története
Carl Schumann osztrák építész tervei alapján épült, és 1865-ben nyitották meg. (A templomot a drezdai zsinagóga ihlette, amely 1840-ben épült Gottfried Semper tervei alapján.) 
Orgonáját a Wegenstein Lipót és Fiai Orgonagyár építette 1899-ben.
2023-ban felújították.